# Ferrovie Ohmi

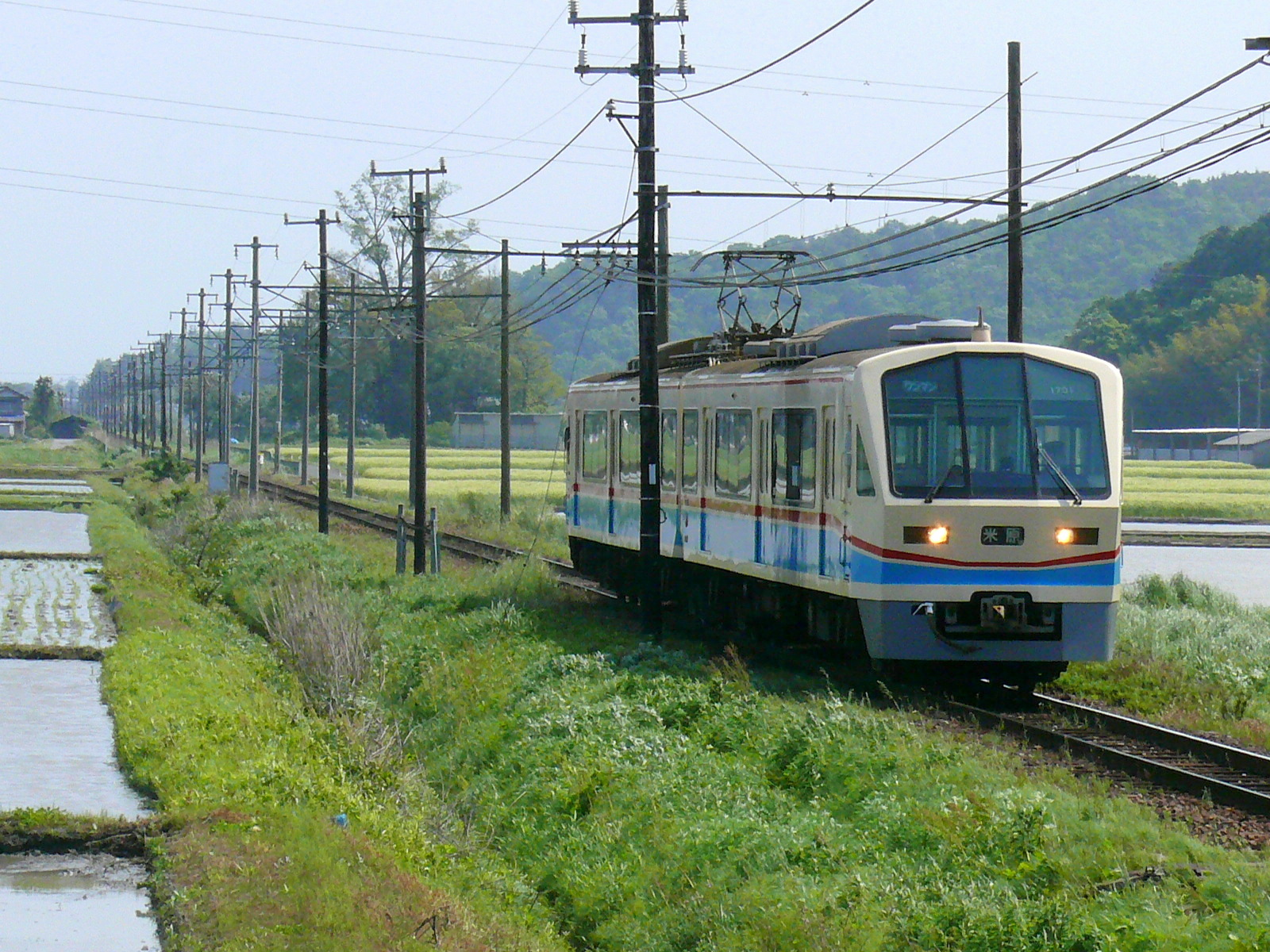
Un treno della serie 700 in corsa sulla linea principale

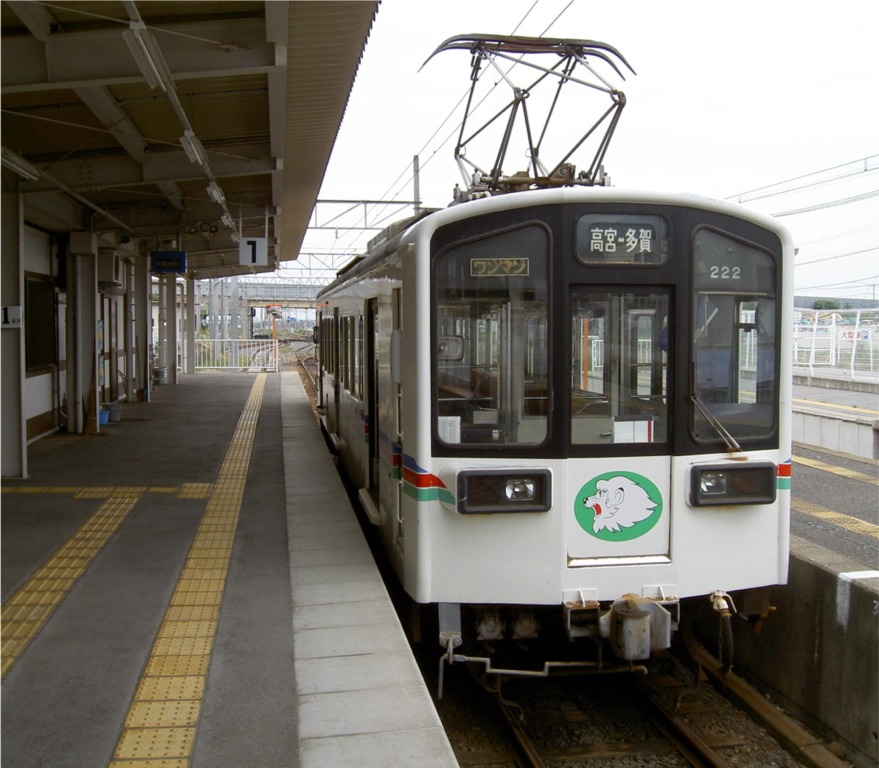
Serie 220 alla stazione di Taga Taisha-mae

Le Ferrovie Ohmi (近江鉄道株式会社?, Ōmi Tetsudō Kabushiki-gaisha), letteralmente Ferrovie Ōmi s.p.a. sono una compagnia di trasporto ferroviario giapponese attive nella prefettura di Shiga, e appartenenti al gruppo Seibu dal 1943. Il nome deriva dalla provincia di Ōmi, con una traslitterazione leggermente differente, che un tempo era il nome della prefettura di Shiga. Dai locali i suoi treni vengono chiamati "treni Gachakon" (ガチャコン電車?, Gachakon densha) per il suono chiassoso dei vecchi treni sulle rotaie.

## Storia
Le ferrovie Ohmi sono una delle società ferroviarie giapponesi più longeve nella prefettura di Shiga. Venne fondata nel 1896 e due anni dopo vennero avviati i primi servizi ferroviari fra Hikone e Echikawa. Fra il 1926 e il 1942 fu una società sussidiaria della società elettrica Ujigawa (宇治川電気?, Ujigawa Denki), e nel 1944 venne assorbita dalla Ferrovia Yōkaichi (八日市鉄道?, Yōkaichi Tetsudō), l'attuale linea Yōkaichi.

## Linee ferroviarie
La compagnia controlla tre linee ferroviarie: la linea principale e due diramazioni, la linea Yōkaichi e la linea Taga.
La linea principale unisce la linea principale Tōkaidō (linea Biwako), la linea principale Hokuriku e il Tōkaidō Shinkansen a Maibara, la linea Biwako a Hikone e le linee Kusatsu e Shigaraki Kōgen a Kibukawa. La linea Yōkaichi termina sulla linea Biwako presso Ōmi-Hachiman.
| Linea            | Sezione                    | Lunghezza | Stazioni | Data di apertura |
| ---------------- | -------------------------- | --------- | -------- | ---------------- |
| Linea principale | Maibara - Kibukawa         | 47,7      | 25       | 11 giugno 1898   |
| Linea Yōkaichi   | Yōkaichi - Ōmi-Hachiman    | 9,3       | 6        | 29 dicembre 1913 |
| Linea Taga       | Takamiya - Taga Taisha-mae | 2,5       | 3        | 8 marzo 1914     |
| Totale           |                            | 59,5      | 34       |                  |

Inizialmente la linea principale doveva connettere Hikone con Fukawa (l'attuale stazione di Kōnan) e quindi proseguire fino a Ujiyamada. La linea Yōkaichi possedeva invece una diramazione di 2,8 km da Shin-Yōkaichi a Misono fra il 1930 e il 1964.